# 노보모스콥스크

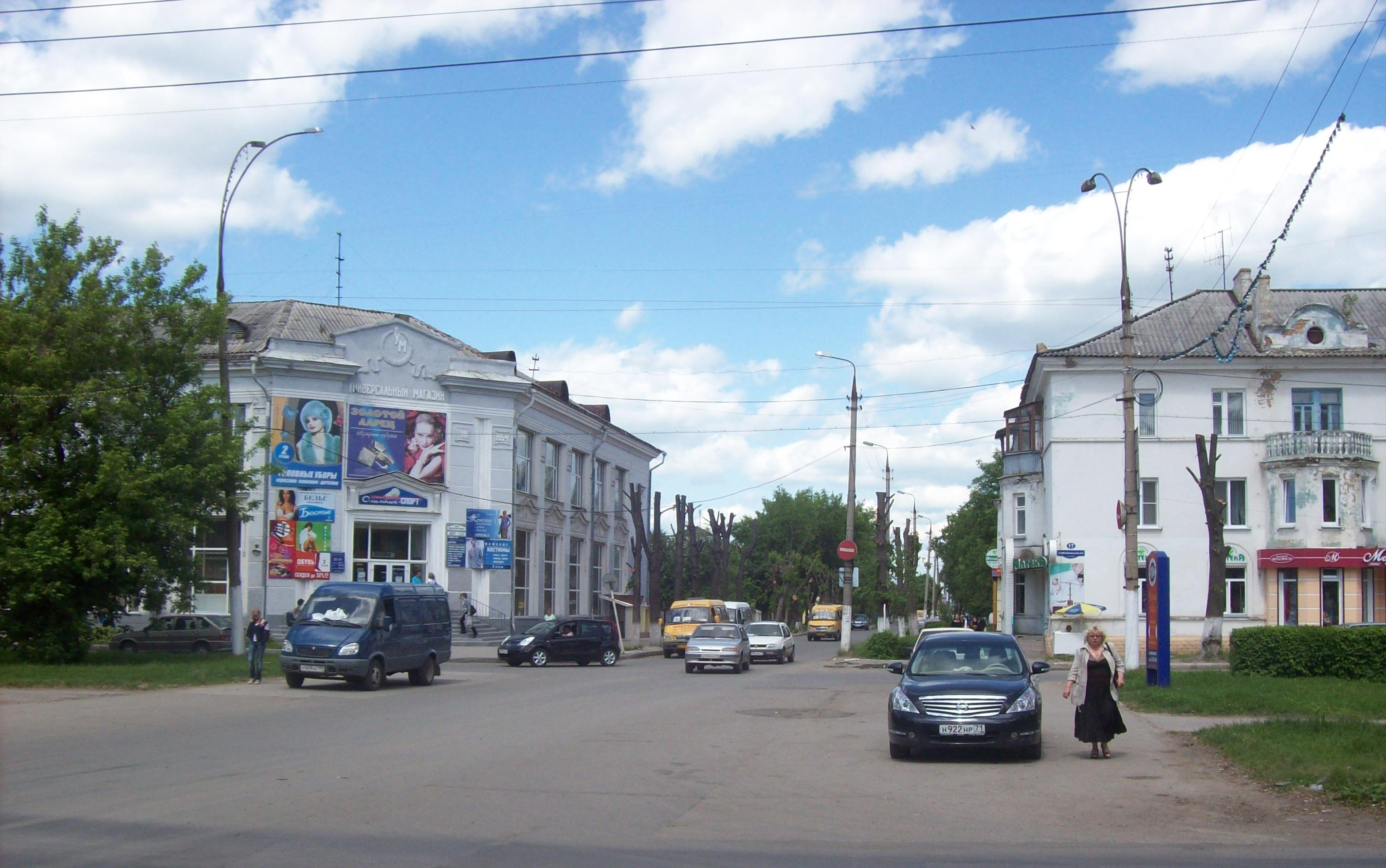

노보모스콥스크(러시아어: Новомосковск; 예전 이름은 보브리키 (Бобрики, 1934년이전); 스탈리노고르스크 (Сталиногорск, 1934년에서 1961년까지))는 러시아 툴라주에 위치한 도시로, 돈강과 샤트 강에 접해 있고, 모스크바에서 남쪽으로 230km지점에 위치해 있다. 인구는 13만4,081명 (2002년); 14만3,000명 (1974년); 10만7,000명 (1959년) 7만6,000명 (1939년)이다.
도시는 18세기에 보브린스키 백작의 영지에서 유래되었다. 19세기에 산업화가 시작되었고, 구소련 시절에는 석탄생산의 중심지로 발전했다.

## 자매 도시
- 우크라이나 크레멘추크
- 튀르키예 쿠샤다스
- 슬로바키아 프리에비자
- 벨라루스 바브루이스크